# Ivaylovgrad (huyện)
Ivaylovgrad là một huyện thuộc tỉnh Haskovo, Bungaria. Dân số thời điểm năm 2001 là 8107 người.